# Lista orașelor din Belgia
În Belgia, un oraș este o comună ce poartă un titlu onorific decernat prin decret regal.

## Istoric
În Evul Mediu, orașele aveau privilegii definite asupra satelor înconjurătoare. Odată cu consolidarea dreptului comnal de către seniorul loca, orașele putea organiza de exemplu târguri anuale, puteau colecta taxe de trecere sau construi fortificații. Sub ocupația franceză din perioada Napoleoniană, privilegiile au fost retrase și au fost înlocuite în mare majoritate cu titlul onorific de oraș (franceză ville, neerlandeză stad). Această schimbare a fost impusă printr-un decret al Convenției naționale din 2 brumar al anului II (23 octombrie 1793).
În perioada olandeză, unele orașe și-au recuperat certaines titlul de oraș. În data de 30 mai 1825 a apărut un decret regal ce includea lista orașelor ce purtau la momentul respectiv titlul de oraș, listă ce a rămas neschimbată timp de peste 150 de ani. După fuzionarea comunelor Belgiei din anul 1977, anumite comune au avut oportunitatea să ceară titlul de oraș pe baza datelor istorice (orașele care au avut acest tilu în Evul Mediu sau cele care au jucat un rol important în această perioadă) sau pe baza funcției de centru urban pe care o ocupau la data respectivă. Un număr important de orașe au profitat astfel de această ocazie și au obținut tilul de oraș între 1982 și 2000.

## Lista orașelor din Belgia
Această listă a orașelor din Belgia conține comunele ce dețin titlul de oraș:
| A - B - C - D - E - F - G - H - I - J - K - L - M - N - O - P - Q - R - S - T - U - V - W - X - Y - Z |

| Oraș                       | Provincie         | Populație | Anul decretului Regal |
| -------------------------- | ----------------- | --------- | --------------------- |
| Aalst                      | Flandra de Est    | 77360     | 1825                  |
| Aarschot                   | Brabantul Flamand | 27864     | 1825                  |
| Andenne                    | Namur             | 24407     | 1825                  |
| Antoing                    | Hainaut           | 7549      | 1825                  |
| Anvers                     | Anvers            | 461496    | 1825                  |
| Arlon                      | Luxembourg        | 26367     | 1825                  |
| Ath                        | Hainaut           | 26799     | 1825                  |
| Bastogne                   | Luxembourg        | 14144     | 1825                  |
| Beaumont                   | Hainaut           | 6698      | 1825                  |
| Beauraing                  | Namur             | 8344      | 1985                  |
| Beringen                   | Limburg           | 41072     | 1985                  |
| Bilzen                     | Limburg           | 30057     | 1985                  |
| Binche                     | Hainaut           | 32409     | 1825                  |
| Blankenberge               | Flandra de Vest   | 18175     | 1985                  |
| Borgloon                   | Limburg           | 10152     | 1985                  |
| Bouillon                   | Luxembourg        | 5455      | 1825                  |
| Braine-le-Comte            | Hainaut           | 20305     | 1825                  |
| Bree                       | Limburg           | 14503     | 1985                  |
| Bruges                     | Flandra de Vest   | 117224    | 1825                  |
| Bruxelles                  |                   | 144784    | 1825                  |
| Charleroi                  | Hainaut           | 201300    | 1825                  |
| Châtelet                   | Hainaut           | 35621     | 1825                  |
| Chièvres                   | Hainaut           | 6198      | 1825                  |
| Chimay                     | Hainaut           | 9774      | 1825                  |
| Chiny                      | Luxembourg        | 5013      | 1825                  |
| Ciney                      | Namur             | 14958     | 1985                  |
| Comines-Warneton           | Hainaut           | 17562     | 1825 (Warneton)       |
| Courtrai                   | Flandra de Vest   | 73657     | 1825                  |
| Couvin                     | Namur             | 13476     | 1985                  |
| Damme                      | Flandra de Vest   | 10899     | 1985                  |
| Deinze                     | Flandra de Est    | 28320     | 1825                  |
| Dendermonde                | Flandra de Est    | 43347     | 1825                  |
| Diest                      | Brabantul Flamand | 22740     | 1825                  |
| Diksmuide                  | Flandra de Vest   | 15733     | 1825                  |
| Dilsen-Stokkem             | Limburg           | 19106     | 1987                  |
| Dinant                     | Namur             | 13012     | 1825                  |
| Durbuy                     | Luxembourg        | 10531     | 1825                  |
| Eeklo                      | Flandra de Est    | 19535     | 1825                  |
| Enghien                    | Hainaut           | 11980     | 1825                  |
| Eupen                      | Liège             | 18248     | 1808                  |
| Fleurus                    | Hainaut           | 22221     | 1982                  |
| Florenville                | Luxembourg        | 5449      | 1997                  |
| Fontaine-l'Evêque          | Hainaut           | 16687     | 1825                  |
| Fosses-la-Ville            | Namur             | 9311      | 1825                  |
| Geel                       | Anvers            | 35189     | 1985                  |
| Gembloux                   | Namur             | 21964     | 1985                  |
| Genappe                    | Brabantul Valon   | 14136     | 1985                  |
| Genk                       | Limburg           | 63787     | 1999                  |
| Geraardsbergen             | Flandra de Est    | 31380     | 1825                  |
| Gent                       | Flandra de Est    | 233120    | 1825                  |
| Gistel                     | Flandra de Vest   | 11125     | 1985                  |
| Halen                      | Limburg           | 8624      | 1985                  |
| Halle                      | Brabantul Flamand | 34882     | 1825                  |
| Hamont-Achel               | Limburg           | 13770     | 1985                  |
| Hannut                     | Liège             | 14291     | 1985                  |
| Harelbeke                  | Flandra de Vest   | 26172     | 1985                  |
| Hasselt                    | Limburg           | 70035     | 1825                  |
| Herk-de-Stad               | Limburg           | 11795     | 1985                  |
| Herentals                  | Anvers            | 26071     | 1985                  |
| Herve                      | Liège             | 16772     | 1825                  |
| Hoogstraten                | Anvers            | 18582     | 1985                  |
| Houffalize                 | Luxembourg        | 4749      | 1825                  |
| Huy                        | Liège             | 20071     | 1825                  |
| Izegem                     | Flandra de Vest   | 26544     | 1825                  |
| Jodoigne                   | Brabantul Valon   | 12440     | 1985                  |
| La Louvière                | Hainaut           | 77210     | 1985                  |
| La Roche-en-Ardenne        | Luxembourg        | 4267      | 1825                  |
| Landen                     | Brabantul Flamand | 14682     | 1985                  |
| Le Rœulx                   | Hainaut           | 7977      | 1825                  |
| Lessines                   | Hainaut           | 17848     | 1825                  |
| Louvain                    | Brabantul Flamand | 90706     | 1825                  |
| Leuze-en-Hainaut           | Hainaut           | 13223     | 1825                  |
| Liège                      | Liège             | 186805    | 1825                  |
| Lier                       | Anvers            | 33272     | 1825                  |
| Limbourg                   | Liège             | 5616      | 1825                  |
| Lokeren                    | Flandra de Est    | 37850     | 1825                  |
| Lommel                     | Limburg           | 31898     | 1990                  |
| Lo-Reninge                 | Flandra de Vest   | 3306      | 1985                  |
| Maaseik                    | Limburg           | 23631     | 1825                  |
| Malmedy                    | Liège             | 11829     | istoric               |
| Marche-en-Famenne          | Luxembourg        | 16994     | 1825                  |
| Mechelen                   | Anvers            | 78268     | 1825                  |
| Menen                      | Flandra de Vest   | 32413     | 1825                  |
| Messines                   | Flandra de Vest   | 988       | 1985                  |
| Mons                       | Hainaut           | 91221     | 1825                  |
| Mortsel                    | Anvers            | 24427     | 1999                  |
| Mouscron                   | Hainaut           | 52825     | 1986                  |
| Namur                      | Namur             | 107178    | 1825                  |
| Neufchâteau                | Luxembourg        | 6539      | 1825                  |
| Nieuwpoort                 | Flandra de Vest   | 10855     | 1825                  |
| Ninove                     | Flandra de Est    | 35651     | 1825                  |
| Nivelles                   | Brabantul Valon   | 24290     | 1825                  |
| Oostende                   | Flandra de Vest   | 68931     | 1825                  |
| Ottignies-Louvain-la-Neuve | Brabantul Valon   | 29521     | 1982                  |
| Oudenaarde                 | Flandra de Est    | 28517     | 1825                  |
| Oudenburg                  | Flandra de Vest   | 8929      | 1985                  |
| Peer                       | Limburg           | 15810     | 1985                  |
| Péruwelz                   | Hainaut           | 16843     | 1825                  |
| Philippeville              | Namur             | 8320      | 1825                  |
| Poperinge                  | Flandra de Vest   | 19623     | 1825                  |
| Rochefort                  | Namur             | 12038     | 1985                  |
| Roeselare                  | Flandra de Vest   | 55775     | 1825                  |
| Ronse                      | Flandra de Est    | 24158     | 1825                  |
| Saint-Ghislain             | Hainaut           | 22466     | 1825                  |
| Saint-Hubert               | Luxembourg        | 5718      | 1825                  |
| Sankt Vith                 | Liège             | 9169      | istoric               |
| Scherpenheuvel-Zichem      | Brabantul Flamand | 22064     | 1985                  |
| Seraing                    | Liège             | 60740     | 1999                  |
| Sint-Niklaas               | Flandra de Est    | 69725     | 1825                  |
| Sint-Truiden               | Limburg           | 38247     | 1825                  |
| Soignies                   | Hainaut           | 25420     | 1825                  |
| Spa                        | Liège             | 10543     | 1825                  |
| Stavelot                   | Liège             | 6671      | 1825                  |
| Thuin                      | Hainaut           | 14625     | 1825                  |
| Tielt                      | Flandra de Vest   | 19269     | 1825                  |
| Tienen                     | Brabantul Flamand | 31835     | 1825                  |
| Tongeren                   | Limburg           | 29687     | 1825                  |
| Torhout                    | Flandra de Vest   | 19453     | 1825                  |
| Tournai                    | Hainaut           | 67534     | 1825                  |
| Turnhout                   | Anvers            | 39791     | 1825                  |
| Verviers                   | Liège             | 53597     | 1825                  |
| Veurne                     | Flandra de Vest   | 11843     | 1825                  |
| Vilvoorde                  | Brabantul Flamand | 37324     | 1985                  |
| Virton                     | Luxembourg        | 11165     | 1825                  |
| Visé                       | Liège             | 16817     | 1825                  |
| Walcourt                   | Namur             | 17516     | 1985                  |
| Waregem                    | Flandra de Vest   | 35852     | 1999                  |
| Waremme                    | Liège             | 14050     | 1985                  |
| Wavre                      | Brabantul Valon   | 32201     | 1825                  |
| Wervik                     | Flandra de Vest   | 17607     | 1825                  |
| Ypres                      | Flandra de Vest   | 34897     | 1825                  |
| Zottegem                   | Flandra de Est    | 24548     | 1985                  |
| Zoutleeuw                  | Brabantul Flamand | 7947      | 1985                  |